# 春化现象
春化现象指一、二年生的植物，经过春化处理（vernalization，在苗期对其进行低温处理，约3 °C）后，才能从营养生长阶段（即根、茎、叶的发育）过渡到生殖生长阶段（即花、果实和种子的发育）的现象。
对冬小麦试验表明，如果不对种子进行低于3摄氏度的春化处理，就算作物的杆和叶都生长的很好，到了来年的夏天却也不会结穗。甜菜不经过春化处理，甚至不开花。春化处理只能对植物中有分裂能力的细胞起作用。其部位因植物而异，主要为茎的顶端分生组织。
冷冻期与花期可以间隔很长的时间，因此，没有必要赶在春暖花开之前进行春化处理。而且，日照时间，温度和生长状况也是影响花期的因素。
短时间春化处理的作用可被高温处理所抵消。但长时间的春化处理则会形成稳定状态，不能为高温处理所抵消。
将受过春化处理的植物嫁接到未受春化处理的植物上，春化现象并不发生。
相關例子：鬱金香鱗莖以低溫刺激使其易開花。

## 关联阅读
- 李森科事件